# Manuel Molina Jiménez
Manuel Molina Jiménez (Ceuta, 1948 - San Juan de Aznalfarache, Sevilla, 19 de maig de 2015) fou un compositor, guitarrista i cantaor espanyol. Fou un dels principals impulsors del flamenc fusió juntament amb la seva parella Dolores Montoya Rodríguez, amb qui va formar el grup musical Lole y Manuel.

## Biografia
Nascut a Ceuta en el si d'una família gitana i fill del guitarrista conegut com El Encajero, de jove va anar a viure a Algesires on va travar amistat amb Paco de Lucía. Allà va formar el grup Los gitanillos del Tardón i, posteriorment, va entrar en contacte amb el grup de rock Smash, amb qui va col·laborar. Aquest fet és considerat per alguns el germen del rock andalús.
Als anys 70 va formar grup musical amb la seva parella Dolores Montoya Rodríguez, grup amb qui assolí els majors èxits i que aconseguir rejovenir el flamenc. El 1993 van començar a treballar per separat i es van dissoldre com a grup finalment el 1995.
Després de treballar en solitari va produir i actuar amb la seva filla Alba Molina, que posava veu a les cançons de Manuel.

## Grups
Tot i que els seus principals èxits foren amb Lole y Manuel va actuar també amb la seva filla Alba Molina, amb Farruquito, amb el grup de música electrònica Smash i amb el grup Los gitanillos del Tardón (amb Chiquetete i El Rubio).

## Discografia
Amb Smash
- Garrotín
- Tangos de Ketama
- El blues de la Alameda

Amb el grup Lole y Manuel
- Nuevo día - El origen de una leyenda (1975)
- Pasaje del agua (1976)
- Lole y Manuel (1977)
- Al alba con alegría (1980), acompanyats per Imán, Califato Independiente
- Casta (1984)
- Lole y Manuel cantan a Manuel de Falla (1992)
- Alba Molina (1994)
- Una Voz Y Una Guitarra / En Directo Desde El Teatro Monumental De Madrid (1995)

En solitari
- La calle del beso (1999)[6]